# Царство животных (телесериал)
«Ца́рство живо́тных» или «По во́лчьим зако́нам» (англ. Animal Kingdom) — американский телевизионный сериал, разработанный Джонатаном Лиско, который стартовал на TNT 14 июня 2016 года. Сериал является телевизионной адаптацией одноимённого австралийского кинофильма 2010 года. В центре сюжета находится криминальное семейство Коди из Южной Калифорнии, возглавляемое их матриархом, Смурф. Роль матриарха семейства, которая принесла Джеки Уивер номинацию на «Оскар», взяла на себя Эллен Баркин.
О разработке телеверсии кинофильма было объявлено в мае 2015 года, в рамках смены программного направления TNT. Съёмки пилотного эпизода проходили осенью 2015 года. 10 декабря 2015 года было объявлено, что TNT утвердил пилот и дал зелёный свет на производство первого сезона из десяти эпизодов для трансляции в 2016 году. 6 июля 2016 года телесериал был продлён на второй сезон, который будет состоять из 13 эпизодов. Премьера состоится 30 мая 2017 года. 27 июля 2017 года TNT продлил сериал на третий сезон. В 2018 году TNT продлил сериал на четвёртый сезон, который стартует летом 2019 года на этом же телеканале.
Сериал получил положительные отзывы от критиков, которые сошлись во мнении, что Эллен Баркин несёт на себе все шоу.
24 июля 2019 года канал TNT продлил телесериал на пятый сезон. 14 января 2021 стало известно о продление телесериала на шестой финальный сезон.
Премьера пятого сезона состоялась 11 июля 2021 года. Премьера финального шестого сезона телесериала состоялась на TNT 19 июня 2022 года.

## Актёры и персонажи
- Эллен Баркин — Джанин «Смурф» Коди, глава семейства. (сезон 1-4)
- Скотт Спидмен — Барри «Баз» Блэквел, приёмный сын и правая рука Смурф. (сезон 1-3)
- Шон Хэтоси — Эндрю «Поуп» Коди, старший сын Смурф, страдающий психическими расстройствами. Возвращается после отбывания трех лет в Фолсомской тюрьме.
- Бен Робсон — Крейг Коди, средний сын Смурф, который имеет склонность к наркотикам и необдуманным действиям.
- Джейк Уири — Диран Коди, младший сын Смурф, который имеет тайные сексуальные отношения с Эдрианом.
- Финн Коул — Джошуа «Джей» Коди, семнадцатилетний внук Смурф. Переезжает к Смурф после смерти его матери Джулии.
- Даниэлла Алонсо — Кэтрин, жена База и мать его дочери Лины (1 сезон).
- Молли Гордон — Никки Белмонт, девушка Джея. (сезон 1-3)

### Второстепенные роли
- Си Томас Хауэлл — Пол Белмонт. Лейтенант Военно-морских сил США и отец Никки.
- Никки Мичо — детектив Сандра Йейтс, которая всеми силами пытается поймать семью Коди.
- Дориан Миссик — Патрик, жестокий полицейский.
- Спенсер Трит Кларк — Эдриан, парень, с которым Диран имеет сексуальные отношения.
- Каролина Гуерра — Люси, подруга Баса в Мексике.
- Кристина Очоа — Рен Рендалл, наркоторговка и подруга Крейга.
- Эллен Ро — Алекса Андерсон, учительница Джея и Никки.
- Майкл Боуэн — Вин, мужчина, который сидел в тюрьме вместе с Поупом.
- Амия Дэва Керолес — Лина, дочь Кэтрин и База.
- Алекс Мераз — Хави Кано (2 сезон)[20].
- Дженнифер Лэндон — Эми (2 сезон)[21].
- Темби Лок — Моника (2 сезон)[22].
- Эмили Дешанель — Анджела, бывшая лучшая подруга Джулии, умершей сестры-близнеца Поупа

## Обзор сезонов
| Сезон | Сезон | Эпизоды | Дата показа  | Дата показа     |
| Сезон | Сезон | Эпизоды | Премьера     | Финал           |
| ----- | ----- | ------- | ------------ | --------------- |
|       | 1     | 10      | 14 июня 2016 | 9 августа 2016  |
|       | 2     | 13      | 30 мая 2017  | 29 августа 2017 |
|       | 3     | 13      | 29 мая 2018  | 21 августа 2018 |
|       | 4     | 13      | 28 мая 2019  | 20 августа 2019 |
|       | 5     | 13      | 11 июля 2021 | 4 октября 2021  |
|       | 6     | 13      | 19 июня 2022 | 28 августа 2022 |

## Список эпизодов

### 1 сезон (2016)
| № | Название                                           | Режиссёр        | Автор сценария               | Дата премьеры  | Произв. код | Зрители в США (млн) |
| --- | -------------------------------------------------- | --------------- | ---------------------------- | -------------- | ----------- | ------------------- |
| 1 | «Пилот» «Pilot»                                    | Джон Уэллс      | Телесценарий: Джонатан Лиско | 14 июня 2016   | 296038      | 1,31                |
| У 17-летнего Джея (Джошуа Коди) от передозировки умирает мама Джулия Коди. Джей вынужден переехать к бабушке Джанин «Смурф» Коди. В её доме также постоянно зависают его дяди - Баз, Крейг, Деран. Из тюрьмы после 6-летнего срока за ограбление банка возвращается ещё один сын Смурф Эндрю «Поуп». Братья организуют ограбление, Поуп поручает Джею найти машину для "дела". Они грабят ювелирный магазин, во время ограбления в Крейга стреляют, а Деран ранит охранника ювелирного. |                                                    |                 |                              |                |             |                     |
| 2 | «Мы никому не хотим смерти» «We Don't Hurt People» | Джон Уэллс      | Джонатан Лиско               | 14 июня 2016   | 12352       | 1,10                |
| Джей застаёт Дирана в душевой кабинки с Эдрианом. Во время дела с часами умирает полицейский, а Крейг ранен в плечо. Смурф тайно даёт Поуп таблетки. Семья Коди уничтожает награбленное. А Смурф тайно прячет часть украденого в хранилище. Поуп вспоминает про связь с Кэтрин. |                                                    |                 |                              |                |             |                     |
| 3 | «Держаться вместе» «Stay Close, Stick Together»    | Кристофер Чулак | Элиза Кларк                  | 21 июня 2016   | 12353       | 1,18                |
| Баз везёт Крейга в Мексику из-за ранения. Баз проводит время с Люси её сыном. Поуп идёт на дело с Дираном и Джеем. Баз и Крейг продают наркотики из Буррито. Джей узнаёт, что его мать любила База. Смурф крадёт Лину у няни. Поуп подбивает клинья к Кэтрин. |                                                    |                 |                              |                |             |                     |
| 4 | «Мертва для меня» «Dead to Me»                     | Карен Гавиола   | Итан Франкель                | 28 июня 2016   | 12354       | 1,18                |
| Диран извиняется перед Джеем за случай в бассейне. Все празднуют день рождения Поупа. Забыв, что и у мамы Джея тоже день рождения. Смурф устраивает парням байкот из-за посторонних дел. Кэйт и Смурф не разговаривают. Крейг грабит Рен, пока та в отключке. Баз потерял своего кровного отца. Учительница Джея приглашает его на выставку. |                                                    |                 |                              |                |             |                     |
| 5 | «Плоть слаба» «Flesh Is Weak»                      | Кристофер Чулак | Меган Мартин                 | 5 июля 2016    | 12355       | 1,39                |
| Смурф приглашает родителей девушки Джея на обед. Джей идёт на выставку с учительницей. Диран уходит из семьи. Диран спит с Эдрианом. Эдриан говорит, что встречается с Дэйвом. Семья планирует новое дело. Крейг избивает парня, которого винят в его преступлении. Джей собирает аренду. Смурф ищет парня с фотографии. Учительница джея оказывается работает на детектива. |                                                    |                 |                              |                |             |                     |
| 6 | «Детский сад» «Child Care»                         | Реджина Кинг    | Итан Франкель                | 12 июля 2016   | 12356       | 1,25                |
| Поуп нарушает УДО и попадает в тюрьму. Учительницу мучает совесть, а детектив её шантажирует. Баз планирует большое дело, которое касается отца девушки Джея. Джей рвёт отношения с девушкой. У Крейга выманиваю деньги под страхом смерти за его действия с Рен. Джей ночует у учительницы. Поуп узнаёт о таблетках. |                                                    |                 |                              |                |             |                     |
| 7 | «Чёртовы животные» «Goddamn Animals»               | Тим Соутэм      | Элиза Кларк                  | 19 июля 2016   | 12357       | 1,22                |
| Джей рассказывает всё учительнице про семью. Баз хочет завести второго ребёнка. |                                                    |                 |                              |                |             |                     |
| 8 | «Проникновение» «Man In»                           | Ларри Тенг      | Меган Мартин                 | 26 июля 2016   | 12358       | 1,23                |
| Напряжение накаляется, когда Коди готовится совершить большое ограбление. Шокированная последними событиями Кэтрин, должна решить, что лучше для её семьи. Джошуа сталкивается с давлением со стороны полицейских. |                                                    |                 |                              |                |             |                     |
| 9 | «Поцелуй Иуды» «Judas Kiss»                        | Кристофер Чулак | Джон Уэллс                   | 2 августа 2016 | 12359       | 1,32                |
| Коди приближается к самому большому кушу своей жизни. В это время полиция ставит Джошуа в безвыходное положение. Смурф начинает подозревать Кэтрин, после того как она приходит к ней, чтобы загладить свою вину. Смурф решает отправить Поупа за информацией. |                                                    |                 |                              |                |             |                     |
| 10 | «Что вы наделали» «What Have You Done?»            | Джонатан Лиско  | Джон Уэллс                   | 9 августа 2016 | 12360       | 1,51                |
| Озадаченный исчезновением Кэтрин Баз, пытается выяснить куда она могла деться. Тем временем Джошуа оказывается между двух огней. Коди попадает в руки полиций, что грозит привести к катастрофическим последствиям для семьи. |                                                    |                 |                              |                |             |                     |

### 2 сезон (2017)
| № общий | № в сезоне | Название                                                  | Режиссёр          | Автор сценария               | Дата премьеры | Произв. код | Зрители в США (млн) |
| ------- | ---------- | --------------------------------------------------------- | ----------------- | ---------------------------- | ------------- | ----------- | ------------------- |
| 11      | 1          | «Есть то, что вы убиваете» «Eat What You Kill»            | Кристофер Чулак   | Джонатан Лиско               | 30 мая 2017   | U13.12551   | 1.19                |
| 12      | 2          | «Карма» «Karma»                                           | Томас Картер      | Элиза Кларк                  | 6 июня 2017   | U13.12552   | 1.05                |
| 13      | 3          | «Истекать кровью» «Bleed for It»                          | Джеймс Майкл Муро | Меган Мартин                 | 13 июня 2017  | U13.12553   | 0.96                |
| 14      | 4          | «Сломанные доски» «Broken Boards»                         | Эмми Россум       | Итан Франкель                | 20 июня 2017  | U13.12554   | 1.13                |
| 15      | 5          | «Прости нам наши прегрешения» «Forgive Us Our Trespasses» | Лора Иннес        | Ти Джей Броди & Рашид Ньюсон | 27 июня 2017  | U13.12555   | 1.17                |

### 3 сезон (2018)
| № общий | № в сезоне | Название | Режиссёр | Автор сценария | Дата премьеры | Произв. код | Зрители в США (млн) |
| ------- | ---------- | -------- | -------- | -------------- | ------------- | ----------- | ------------------- |

### Сезон 4 (2019)
| № | Название          | Режиссёр   | Автор сценария | Дата премьеры   | Произв. код | Зрители в США (млн) |
| --- | ----------------- | ---------- | -------------- | --------------- | ----------- | ------------------- |
| 37 | «Janine» «Джанин» | Джон Уэллс | Элиза Кларк    | 28 мая 2019     | 401         | 1.35                |
| Банда Коди совершает рискованное ограбление, которое приводит к большой реализации Крейга. Отношения между Смурф и Поупом остаются неустойчивыми, даже когда последний пробует новый метод обуздать своей гнев. Диран вовлекает Эдриана в семейный бизнес, несмотря на предупреждения Крейга. Джей проверяет свою новую личность за пределами империи Коди. |                   |            |                |                 |             |                     |
| 38 | «Angela»          | Неизвестно | Неизвестно     | 4 июня 2019     | 402         | 1.10                |
| Джей пересматривает свои отношения со Смурф после того, как получает плохие новости о смерти Моргана. Фрэнки заманивает Крэйга обещанием большого куша, который они могут сорвать, если возьмутся за дело. Приезд старого друга семьи удивляет Поуп. Атмосфера в доме продолжает накаляться.                                                                |                   |            |                |                 |             |                     |
| 39 | «Man vs. Rock»    | Неизвестно | Неизвестно     | 11 июня 2019    | 403         | 1.18                |
| 40 | «Tank»            | Неизвестно | Неизвестно     | 18 июня 2019    | 404         | 1.19                |
| 41 | «Reap»            | Неизвестно | Неизвестно     | 25 июня 2019    | 405         | 1.01                |
| 42 | «Into the Black»  | Неизвестно | Неизвестно     | 2 июля 2019     | 406         | 1.12                |
| 43 | «Know Thy Enemy»  | Неизвестно | Неизвестно     | 9 июля 2019     | 407         | 1.15                |
| 44 | «Ambo»            | Неизвестно | Неизвестно     | 16 июля 2019    | 408         | 1.29                |
| 45 | «SHTF»            | Неизвестно | Неизвестно     | 23 июля 2019    | 409         | 1.13                |
| 46 | «Exit Strategy»   | Неизвестно | Неизвестно     | 30 июля 2019    | 410         | 1.13                |
| 47 | «Julia»           | Неизвестно | Неизвестно     | 6 августа 2019  | 411         | 1.20                |
| 48 | «Ghosts»          | Неизвестно | Неизвестно     | 13 августа 2019 | 412         | 1.42                |
| 49 | «Smurf»           | Неизвестно | Неизвестно     | 20 августа 2019 | 413         | 1.39                |

### Сезон 5 (2021)
| № общий | № в сезоне | Название                            | Режиссёр   | Автор сценария | Дата премьеры   | Произв. код | Зрители в США (млн) |
| ------- | ---------- | ----------------------------------- | ---------- | -------------- | --------------- | ----------- | ------------------- |
| 50      | 1          | «Разоблачение» «Red Handed»         | Неизвестно | Неизвестно     | 11 июля 2021    | U13.14201   | 0.76                |
| 51      | 2          | «Что остается» «What Remains»       | Неизвестно | Неизвестно     | 18 июля 2021    | U13.14202   | 1.17                |
| 52      | 3          | «Фрирайд» «Freeride»                | Неизвестно | Неизвестно     | 25 июля 2021    | U13.14203   | TBA                 |
| 53      | 4          | «Сила» «Power»                      | Неизвестно | Неизвестно     | 1 августа 2021  | U13.14204   | TBA                 |
| 54      | 5          | «Семейный бизнес» «Family Business» | Неизвестно | Неизвестно     | 8 августа 2021  | TBA         | TBA                 |
| 55      | 6          | «Дом милый дом» «Home Sweet Home»   | Неизвестно | Неизвестно     | 15 августа 2021 | TBA         | TBA                 |

### Сезон 6 (2022)
| № общий | № в сезоне | Название | Режиссёр | Автор сценария | Дата премьеры | Произв. код | Зрители в США (млн) |
| ------- | ---------- | -------- | -------- | -------------- | ------------- | ----------- | ------------------- |